# قطع عضو کشتگان جنگی ژاپنی به دست آمریکاییان

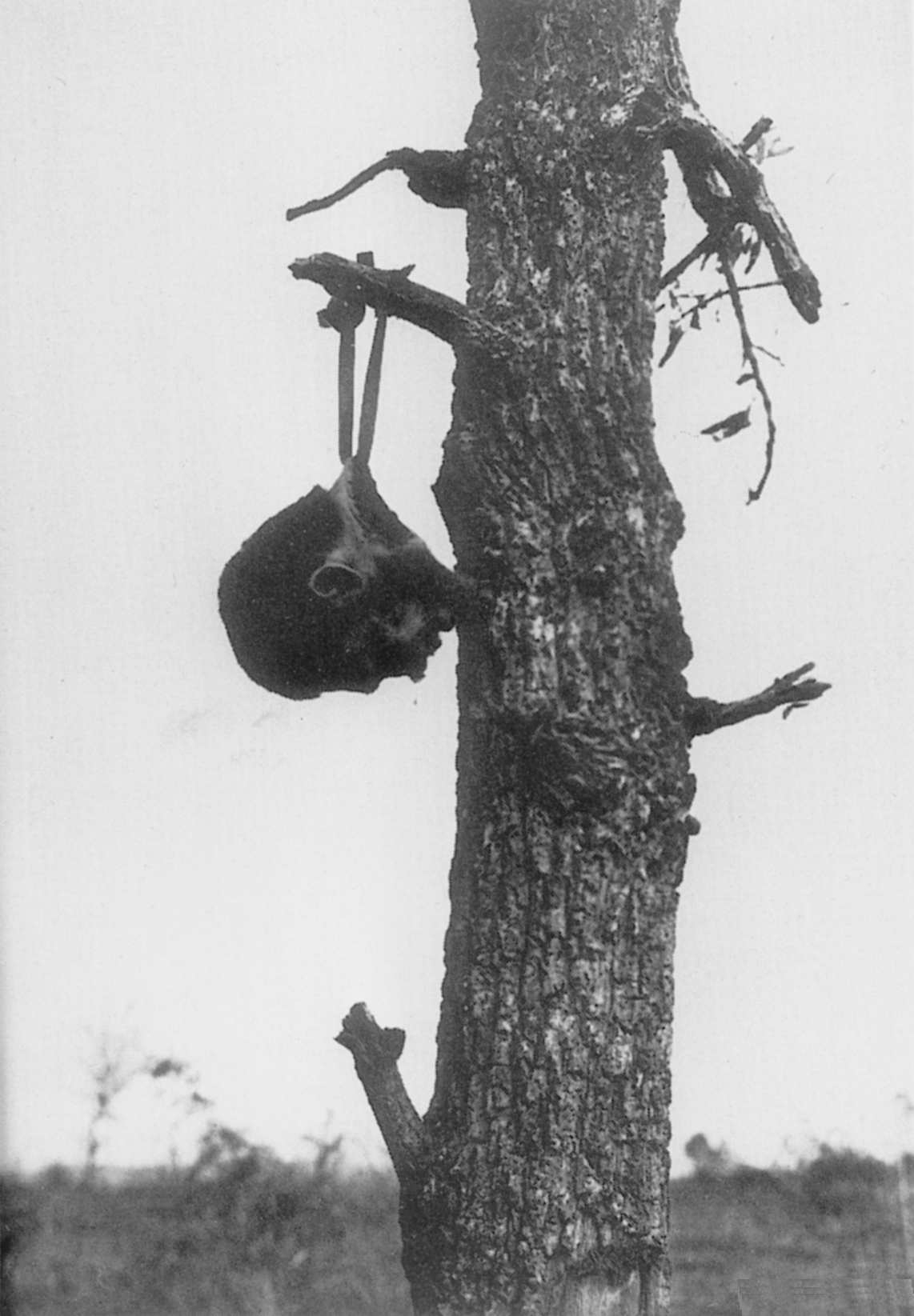
تصویری از سر متلاشی شده یک سرباز ژاپنی آویزان از شاخه درخت در ۱۹۴۵، ظاهراً توسط سربازان آمریکایی.

در جریان جنگ جهانی دوم، برخی از کارکنان نظامی ایالات متحده اعضای بدن کارکنان خدماتی مرده ژاپنی در جبهه اقیانوس آرام را قطع می‌کردند. قطع عضو کارکنان خدماتی ژاپنی شامل بردن اعضای بدن به عنوان «یادگاری جنگی» و «غنائم جنگی» بود. دندانها و جمجمه‌ها بیش از همه به عنوان غنیمت برده می‌شد گرچه دیگر اعضای بدن هم جمع آوری می‌شد.

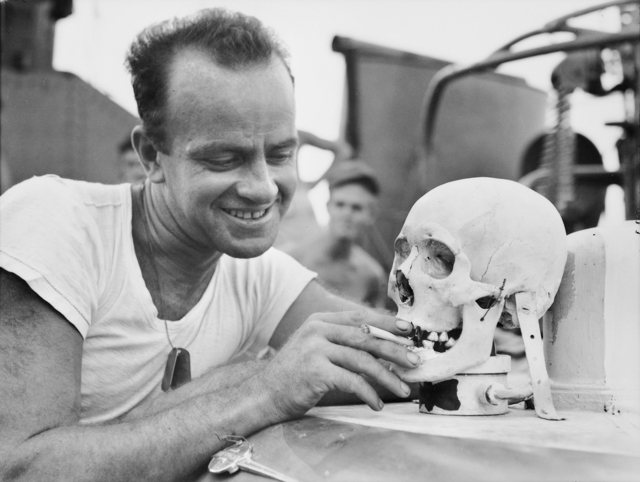
USS PT-341, آلکسیشافن, گینه نو, 1944-04-30

پدیده «غنیمت بردن» به حدی شایع بود که بحث در مورد آن در مجلات و روزنامه‌ها شدیداً رخ می‌داد و گزارش شده شخص فرانکلین روزولت از یک نماینده کنگره یک نامه بازکن ساخته شده از بازوی یک انسان هدیه گرفته بود (او بعداً دستور داد هدیه بازگردانده شده و به نحو مناسبی به خاک سپرده شود). این رفتار رسماً در ارتش آمریکا که رهنمود اضافه‌ای در ۱۹۴۲ در محکومیت آن به طور خاص صادر کرده بود ممنوع بود. به هرحال این رفتار در سرتاسر جنگ در جبهه اقیانوس آرام ادامه یافت و منجر به کشف مکرر جمجمه‌های غنیمتی رزمندگان ژاپنی در دست آمریکاییان و تلاشهای آمریکا و ژاپن برای بازگردانی بازمانه مردگان ژاپنی شد.

## انگیزه‌ها

### دشمن تراشی

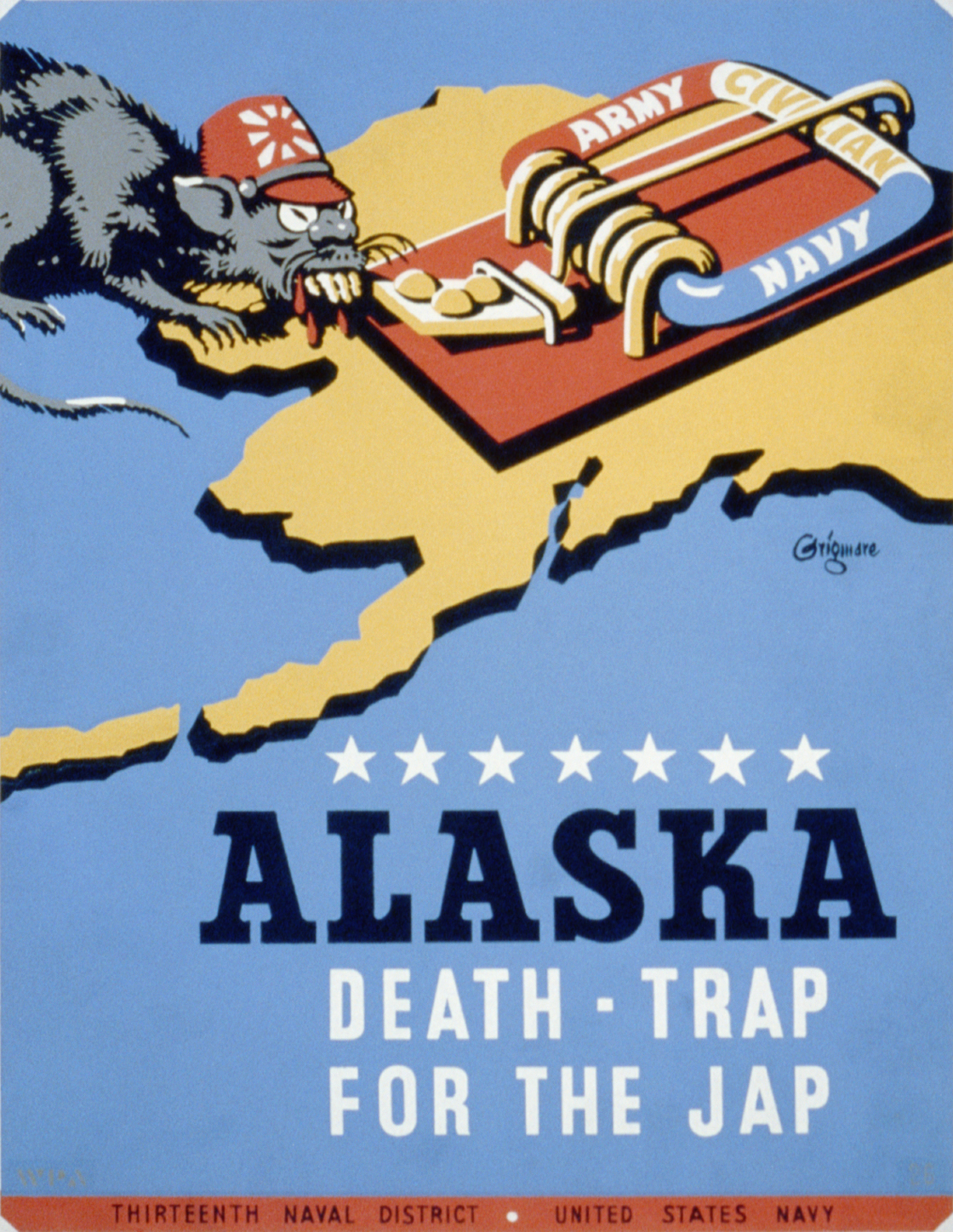
پوستر ارتش ایالات متحده از جنگ جهانی دوم تصویر کننده سرباز ژاپنی چون موش

دیدگاه رایجی در آمریکا وجود داشت که ژاپنی‌ها از انسان پست تر اند. خشمی مردمی هم ناشی از حمله ناگهانی ژاپن به پرل هاربر وجود داشت که تعصبات نژادی پیش از جنگ را شدت بخشید. رسانه‌های آمریکا به تبلیغ این دید نسبت به ژاپنیها کمک کردند، مثلاً آنان را «جانوران زرد» توصیف کردند. در فیلم رسمی نیروی دریایی ایالات متحده قوای ژاپنی چون موشهای زنده غرولند کن نشان داده می‌شوند. ترکیب نژادگرایی آمریکایی که با تبلیغات جنگی آمریکا زیادتر شده بود، نفرت ناشی از تجاوز جنگی ژاپن و جنایات واقعی و ساختگی ژاپن منجر به نفرت عمومی از ژاپنیها شد و گرچه مخالفتهایی در بین دیگر قضات نظامی نسبت به قطع عضو وجود داشت «برای بسیاری از آمریکاییان دشمن ژاپنی چیزی بیش از یک حیوان نبود و سوء استفاده از بقایای او بی هیچ ننگ اخلاقی انجام می‌شد.»